# Stardust (álbum de Lena)
Stardust es el tercer álbum de estudio de la cantante alemana Lena Meyer-Landrut. Fue lanzado el 12 de octubre de 2012 a través de Universal Music Germany.

## Antecedentes y grabación
Stardust es el primer álbum de Lena sin la participación del productor de sus dos últimos álbumes, el artista Stefan Raab. Según explicó Meyer-Landrut en una entrevista para Spiegel.de en verano de 2011, comentó que ya se encontraba componiendo canciones para su nuevo álbum. Durante ese período, Lena hizo viajes a Estocolmo, Suecia, Londres, Reino Unido y Hamburgo, Alemania, para grabar nuevas piezas para su nuevo material. A lo largo de las sesiones, colaboró con músicos como Matthew Benbrook, Pauline Taylor Johnny McDaid, James Flannigan y Sonny Boy Gustafsson, quien produjo cinco de las canciones del álbum. Cuatro canciones fueron escritas por la cantante y compositora sueca Miss Li, quien colabora con ella en la canción «ASAP». Lena es la coautora de nueve canciones del álbum. «Better News» y «I'm Black» fueron compuestas en colaboración con Ian Dench, quien anteriormente trabajó con EMF y Florence and the Machine. La idea de «ASAP» fue inspirada por una alarma de incendio en Londres mientras Lena se encontraba grabando la pieza. «Mr. Arrow Key» habla de las cosas de la vida. «Pink Elephant» habla de la historia de una niña que es torpe como un elefante rosa. «Goosebumps» es una canción sobre la nostalgia. «To The Moon» fue una canción de amor que se tardó siete meses para grabarla, ya que estuvieron mucho tiempo para encontrar una determinada melodía, nuevos sonidos musicales y escribirla. «Neon (Lonely People)» describe el sentimiento de soledad a pesar del hecho de que alguien se encuentra entre las personas. La producción del álbum terminó en julio de 2012. Stardust fue producido en parte por Swen Meyer en Hamburgo, conocido por su trabajo con Tomte, Tim Bendzko y Kettcar. Meyer-Landrut describió las canciones del el álbum como «canciones pop suave y muy lúdicas, todas con la letra muy alegre. Me gusta hacer sonreír a la gente».
Además, hay una pista oculta llamada «Lille Katt», interpretada en lengua sueca previamente, conocida por ser la canción de la televisión infantil sueca-alemana Emil i Lönneberga. La versión de iTunes cuenta con una cover de «Moonlight», bajo el título realizado previamente por la cantante Mayaeni en 2010.

## Recepción

### Revisiones críticas
| Recepción crítica | Recepción crítica |
| ----------------- | ----------------- |
| Las puntuaciones  |                   |
| Fuente            | Clasificación     |
| Laut              | [ 9 ]             |
| CDStarts          | [ 10 ]            |
| Hitchecker        | [ 11 ]            |
| Rolling Stone     | [ 12 ]            |

Varias revisiones señalaron que Stefan Raab no participó en la producción. La cuestión alemana de la revista Rolling Stone dio a Stardust tres de cinco estrellas y escribió que "sólo que esta vez realmente tiene la sensación de que esto es realmente Lena, y no la misma idea de Stefan Raab a Lena". El Neue Presse de Hannover le dio cuatro de cinco estrellas y dijo: "Raab, está debajo del ala derecha de Lena, ya que Lena se abrió mucho más al pop". Los ceíticos de los CDStarts le dio al álbum siete de cada diez estrellas y escribió que Lena ha crecido.

## Promoción
A finales de julio y principios de agosto de 2012, Lena recorrió varias ciudades para promocionar el álbum, creando «Lenas Wohnzimmer» («El salón de Lena»), un programa de radio que visitó Berlín, Colonia, Hamburgo y Múnich, en el que presentó varias de sus nuevas canciones de Stardust a la prensa y en las diferentes emisoras de radio. Más adelante, la cantante viajó a Hamburgo para promover el álbum y dar a conocer algunas canciones inéditas de Stardust con un concierto en el Schmidts Tivoli Theater el 20 de septiembre de 2012 en el Reeperbahnfestival 2012, ante una audiencia de 3000 espectadores.

### Sencillos
El 1 de agosto de 2012, Meyer-Landrut anunció a través de su cuenta de Twitter que «Stardust» sería el primer sencillo de su nuevo álbum con el título del mismo nombre y que el sencillo se lanzaría el 21 de septiembre de 2012. Desde el 5 al 7 de octubre de 2012, iTunes había prelanzado tres canciones para promover el álbum. «To The Moon», fue la primera descarga, seguida por «ASAP» el 6 de octubre y «Pink Elephant» el 7 de octubre. El sencillo «Stardust» fue elegido como tema principal de la película Jesus liebt mich (Jesús me ama), el cual se lanzó en los cines alemanes en las Navidades de 2012. En febrero de 2013, anunció el lanzamiento de «Neon (Lonely People)», canción incluida en el álbum, lanzándose el 15 de marzo de 2013 en Europa y al día siguiente en Australia y los Estados Unidos. La canción se lanzó como sencillo acompañado por un vídeo y recibió críticas positivas. El 18 de abril de 2013, Lena anunció en su página web que el tercer sencillo que lanzará será «Mr. Arrow Key» y que iba a lanzarse el 17 de mayo. La canción fue escrita por Lena Meyer-Landrut, Linda Carlsson y Sonny Boy Gustafsson y la pista original para el álbum fue producida por Gustafsson.
En abril de 2013, Meyer-Landrut estuvo de gira por Alemania, mientras que promocionaba su álbum. La gira se llamó "No One Can Catch Us Tour" y su título viene de una frase del primer sencillo del álbum. La gira comenzó el 2 de abril, en Stuttgart, y terminó el 21 de abril, de Offenbach del Meno. Este último fue retransmitido a través de Internet por todos aquellos fanes que no pudieron asistir a sus conciertos. El recorrido era de 13 conciertos en diferentes ciudades alemanas como Berlín, Hamburgo y Hanóver. Lena también quería hacer un show en Viena, Austria, pero más tarde, el espectáculo en el otro país fue cancelado debido a razones desconocidas.

## Posicionamiento en listas

### Semanales
| Listas (2012)         | Posición |
| --------------------- | -------- |
| Austrian Albums Chart | 14       |
| German Albums Chart   | 2        |
| Swiss Albums Chart    | 31       |

### Listas anuales
| Listas (2012)       | Posición |
| ------------------- | -------- |
| German Albums Chart | 55       |

### Ventas y certificaciones
| País     | Certificaciones (umbrales de ventas) | Ventas   |
| -------- | ------------------------------------ | -------- |
| Alemania | Oro                                  | 200 000+ |

## Lista de canciones
| Standard listing |                                                 |                                                      |                      |          |  |
| N.º              | Título                                          | Escritor(es)                                         | Producer(s)          | Duración |  |
| 1.               | «Stardust»                                      | Rosi Golan, Tim Myers                                | Swen Meyer           | 3:30     |  |
| 2.               | «Mr. Arrow Key»                                 | Lena Meyer-Landrut, Miss Li, Sonny Boy Gustafsson    | Sonny Boy Gustafsson | 3:34     |  |
| 3.               | «Pink Elephant»                                 | John Gordon, Ginger Mackenzie, Mathias Ramson        | Sonny Boy Gustafsson | 3:35     |  |
| 4.               | «Neon (Lonely People)»                          | Meyer-Landrut, Matthew Benbrook, Pauline Taylor      | Swen Meyer           | 3:31     |  |
| 5.               | «Better News»                                   | Meyer-Landrut, Ian Dench, Martin Sutton              | Swen Meyer           | 3:02     |  |
| 6.               | «Day To Stay»                                   | Meyer-Landrut, Carlsson, Sonny Boy Gustafsson        | Sonny Boy Gustafsson | 3:56     |  |
| 7.               | «To the Moon»                                   | Meyer-Landrut, Alexander Schroer                     | Swen Meyer           | 3;24     |  |
| 8.               | «Bliss Bliss»                                   | Tjeerd Bomhof Elliot James, James Walsh              | Swen Meyer           | 3:11     |  |
| 9.               | «ASAP» (con Miss Li)                            | Meyer-Landrut, Carlsson, Gustafsson                  | Sonny Boy Gustafsson | 2:48     |  |
| 10.              | «I'm Black»                                     | Meyer-Landrut, Dench, Sutton                         | Swen Meyer           | 3:05     |  |
| 11.              | «Goosebumps»                                    | Meyer-Landrut, Carlsson, Gustafsson                  | Sonny Boy Gustafsson | 3:39     |  |
| 12.              | «Don't Panic»                                   | Meyer-Landrut, John "Johnny" McDaid, James Flannigan | Swen Meyer           | 2:27     |  |
| 13.              | «Lille katt» (sólo disponible en la edición CD) | Georg Riedel, Astrid Lindgren                        | Sonny Boy Gustafsson | 1:29     |  |

| iTunes Edition |             |                                                    |                      |          |  |
| N.º            | Título      | Escritor(es)                                       | Productor(es)        | Duración |  |
| 13.            | «Moonlight» | Per Kristian Ottestad, Rosi Golan, Mayaeni Strauss | Sonny Boy Gustafsson | 3:42     |  |

| Edición limitada — bonus DVD |                            |          |  |
| N.º                          | Título                     | Duración |  |
| 1.                           | «Tráiler»                  | 2:02     |  |
| 2.                           | «Story»                    |          |  |
| 3.                           | «Diary»                    |          |  |
| 4.                           | «Stardust» (vídeo musical) | 3:30     |  |

## Historial de ediciones
| Región                 | Data                  | Formato                      | Discográfica            |
| ---------------------- | --------------------- | ---------------------------- | ----------------------- |
| Austria Alemania Suiza | 12 de octubre de 2012 | CD, descarga digital, vinilo | Universal Music Germany |